# Edita Bulic
Edita Bulic (* 10. Januar 1981) ist eine ehemalige deutsche Fußballspielerin. Sie spielte in der Saison 1999/2000 für den 1. FFC Frankfurt in der Frauen-Bundesliga.
Bulic kam am 24. April 2000 im Heimspiel gegen den WSV Wendschott zu ihrem einzigen Bundesliga-Einsatz, als sie in der 90. Spielminute für Jennifer Meier eingewechselt wurde; das Spiel endete 1:0. 